# Accountancy Europe
Die Accountancy Europe (bis 2016: Fédération des Experts Comptables Européens – FEE) mit Sitz in Brüssel ist ein Zusammenschluss von Berufsorganisationen der Wirtschaftsprüfer in Europa. Sie vertritt den Berufsstand auf europäischer Ebene. Accountancy Europe  betreibt Lobbyarbeit mit dem Ziel einer besseren Harmonisierung der Rechnungslegungspraxis in Europa.
Sie entstand am 1. Januar 1987 durch die Vereinigung der Union Européenne des Experts-comptables Economique et Financiers (UEC) und der Groupe d’Etudes des Experts-comptables (CEE).

## Mitglieder
Mitglieder des deutschsprachigen Raumes sind:
- EXPERTsuisse, Schweiz
- Institut der Wirtschaftsprüfer (IDW), Deutschland
- Institut Österreichischer Wirtschaftsprüfer (IWP), Österreich
- Kammer der Steuerberater und Wirtschaftsprüfer (KSW), Österreich